# Lomas de Arena
Der Parque Regional Lomas de Arena ist ein Landschaftsschutzgebiet im Departamento Santa Cruz im Tiefland Boliviens. Die Dünenlandschaft liegt 17 km südlich von Santa Cruz de la Sierra.

## Geschichte
Das Landschaftsschutzgebiet Lomas de Arena (deutsch: Sandhügelkette) wurde am 7. September 1990 durch Decreto Supremo Nº 22911 ausgewiesen.

## Geographie
Lomas de Arena ist ein 133 km² großes Wanderdünen- und Seengebiet. Das Landschaftsschutzgebiet ist eines der bedeutendsten touristischen Ziele des Departamentos. Die Dünenketten türmen sich bis zu 50 Meter auf und sind durch einzelne kleinere Grundwasserseen unterbrochen.
Über das Gelände des Parks fließt der Bach Choré-Choré, der südöstlich des Parks in den Río Pantano fließt und von dort in den Río Grande. Da am Oberlauf des Choré-Baches eine Ölraffinerie-Anlage liegt, ist es in der kurzen Geschichte des Parks bereits zu Ölverschmutzungen gekommen. So sind am 23. Juli 2002 aus einem illegalen Rohöllager etwa 250.000 Liter Rohöl ausgelaufen.